# 大石乡 (太湖县)
大石乡，是中华人民共和国安徽省安庆市太湖县下辖的一个乡镇级行政单位。

## 行政区划
大石乡下辖以下地区：
文桥村、田祥村、西湖村、棠林村、大明村、五合村、卓铺村、东湖村和大石岭村。